# Thomas Stanwix
El general Thomas Stanwix (1670 - 14 de marzo de 1725) fue un oficial y político británico. Diputado de la Cámara de los Comunes de 1702 a 1725, ocupó el cargo de Gobernador de Gibraltar entre 1711 y 1713.

## Biografía
Stanwix fue militar de carrera. Teniente del Regimiento de Infantería de Hasting en 1692.  En marzo de 1702 fue elegido miembro del Parlamento por Carlisle.  Fue nombrado vicegobernador de Carlisle en 1705. 
En 1703, durante la Guerra de sucesión española, Stanwix estuvo presente en la Batalla de Caia en Portugal.  En 1711 fue nombrado gobernador de Gibraltar, en sustitución de Roger Elliott.  Dos años después, fue reemplazado por David Colyear, que previamente había sido vicegobernador durante algunos meses. 
En 1713, Stanwix regresó a Inglaterra y se convirtió en alcalde de Carlisle en 1715.  Diputado Whig, apoyó firmemente a Robert Walpole.  Perdió su escaño en Carlisle en 1721 y se conformó con un escaño por Newport (Isla de Wight). También se convirtió en gobernador de Kingston-upon-Hull en 1721, cargo que ocupó hasta su muerte. En las elecciones generales de 1722 fue derrotado en Carlisle, pero consiguió un escaño por Yarmouth (Isla de Wight). 
Stanwix también fue gobernador del Royal Hospital Chelsea desde 1714 hasta 1720. 
Stanwix murió en 1725.  